# Fabrice Lapierre
Fabrice Lapierre (Moka, 17 ottobre 1983) è un lunghista australiano.
Di origini mauriziane, nella sua carriera vanta un argento mondiale a Pechino 2015 e, per quanto riguarda l'indoor, un oro e un argento mondiali rispettivamente a Doha 2010 e Portland 2016.

## Palmarès
| Anno | Manifestazione          | Sede           | Evento         | Risultato | Prestazione | Note                                     |
| ---- | ----------------------- | -------------- | -------------- | --------- | ----------- | ---------------------------------------- |
| 2006 | Giochi del Commonwealth | Melbourne      | Salto in lungo | Bronzo    | 8,10 m      |                                          |
| 2008 | Giochi olimpici         | Pechino        | Salto in lungo | 16º (q)   | 7,90 m      |                                          |
| 2009 | Mondiali                | Berlino        | Salto in lungo | 4º        | 8,21 m      |                                          |
| 2010 | Mondiali indoor         | Doha           | Salto in lungo | Oro       | 8,17 m      |                                          |
| 2010 | Giochi del Commonwealth | Delhi          | Salto in lungo | Oro       | 8,30 m      |                                          |
| 2011 | Mondiali                | Daegu          | Salto in lungo | 21º (q)   | 7,89 m      |                                          |
| 2013 | Mondiali                | Mosca          | Salto in lungo | nm (q)    | nm (q)      |                                          |
| 2014 | Mondiali indoor         | Sopot          | Salto in lungo | 14º (q)   | 7,76 m      |                                          |
| 2014 | Giochi del Commonwealth | Glasgow        | Salto in lungo | 4º        | 8,00 m      | Miglior prestazione personale stagionale |
| 2015 | Mondiali                | Pechino        | Salto in lungo | Argento   | 8,24 m      | Miglior prestazione personale stagionale |
| 2016 | Mondiali indoor         | Portland       | Salto in lungo | Argento   | 8,25 m      | Record oceaniano                         |
| 2016 | Giochi olimpici         | Rio de Janeiro | Salto in lungo | 10º       | 7,87 m      |                                          |
| 2017 | Mondiali                | Londra         | Salto in lungo | 11º       | 7,93 m      |                                          |
| 2018 | Giochi del Commonwealth | Gold Coast     | Salto in lungo | 12º       | 7,56 m      |                                          |

## Altre competizioni internazionali
2016
- Vincitore della Diamond League nella specialità del salto in lungo